# Waltraud Meier
Waltraud Meier (Würzburg, 9 gennaio 1956) è un soprano e mezzosoprano tedesco.
È particolarmente famosa per i suoi ruoli wagneriani come Kundry, Isotta, Ortrud, Venere e Sieglinde, ma ha avuto successo anche nel repertorio francese e italiano nelle parti di Principessa Eboli, Amneris, Carmen e Santuzza.

## Biografia

### Studi ed esordi
Waltraud Meier è nata a Würzburg, nella regione storica della Franconia, dove cantò in molti gruppi corali durante i suoi anni giovanili. Dopo aver concluso le scuole superiori, cominciò studi universitari in inglese e lingue romanze prendendo nel contempo anche lezioni di tecnica vocale col professor Dietger Jacob.  Nel 1976 decise di concentrarsi sulla carriera musicale e poco dopo esordì all'Opera di Würzburg come Lola nella Cavalleria rusticana. Negli anni successivi si esibì regolarmente al Teatro dell'Opera di Mannheim (1976-1978).

### Anni ottanta
Il suo debutto internazionale avvenne nel 1980 al Teatro Colón di Buenos Aires, come Fricka ne La Valchiria. Continuò anche ad apparire regolarmente in teatri operistici tedeschi come quelli di Dortmund (1980-1983), Hannover (1983-1984) e Stoccarda (1985-1988).
Dopo il suo successo nel ruolo di Kundry nel Parsifal di Wagner al Festival di Bayreuth del 1983, la carriera della Meier decollò, così da esordire al Covent Garden (1985) a al Metropolitan (1987) come Fricka, con James Levine che dirigeva il suo primo Oro del Reno al Met. Sempre nello stesso anno al Met fu Fricka ne La Valchiria con Hildegard Behrens. A Bayreuth continuò a interpretare Kundry regolarmente anche nel 1984, 1985, 1987, 1988, 1989, Brangäne in Tristano e Isotta nel 1986, Waltraute nel Crepuscolo degli dei nel 1988 e 1989. Al Teatro La Fenice di Venezia, diretta da Giuseppe Sinopoli, cantò la Messa da requiem di Giuseppe Verdi nel 1986 e Kundry in Parsifal nel 1989.
Esordì anche alla Scala come Die Dame in Cardillac di Paul Hindemith nel 1987, all'Opéra di Parigi, all'Opera di Stato di Vienna e all'Opera di Stato Bavarese a Monaco. Nel 1987 cantò nella ripresa nel Teatro Comunale di Firenze della Sinfonia n. 2, il n. 12 del II quaderno dei 12 Des Knaben Wunderhorn ed il n. 8 dei 15 Gesänge aus des Knaben Wunderhorn di Gustav Mahler, diretta da Zubin Mehta, ed eseguì il Requiem di Mozart con José van Dam, diretta da Riccardo Muti alla Scala. Al Wiener Staatsoper nel 1987 fu Kundry in Parsifal e Venus in Tannhäuser und der Sängerkrieg auf Wartburg con Kurt Moll. Nel 1988 fu ancora Kundry in Parsifal alla San Francisco Opera ed alla Royal Opera House di Londra.

### Anni novanta
A Bayreuth fu Kundry in Parsifal e Waltraute nel Crepuscolo degli dei dal 1990 al 1992, ed Isolde in Tristan und Isolde dal 1993 al 1999.
Alla Scala nel 1990 cantò la Terza sinfonia di Mahler diretta da Zubin Mehta.
Nel 1991 apparve nel film Tentazione di Venere.
Oltre che a Bayreuth, la Meier fu Kundry anche altrove negli anni novanta, come in una produzione scaligera per la serata d'inaugurazione della stagione 1991/1992 con Domingo diretta da Riccardo Muti e al Théâtre du Châtelet di Parigi, in una versione con la regia di Klaus Michael Grüber e la direzione di Semyon Bychkov.
Nel 1992 fu Venus in Tannhäuser e Kundry in Parsifal per la prima volta al Metropolitan, con Siegfried Jerusalem come Parsifal e la direzione di Levine, e cantò Das Lied von der Erde di Gustav Mahler alla Carnegie Hall.
L'anno seguente, Waltraud Meier ritornò al Met nei panni di Santuzza della Cavalleria rusticana e cantò Seven Early Songs di Alban Berg alla Carnegie Hall. Ancora per il Met nel 1994 cantò Das Lied von der Erde, nel 1996 eseguì i Wesendonck-Lieder di Richard Wagner a Francoforte sul Meno e interpretò Carmen con Plácido Domingo ed Angela Gheorghiu.
Al Wiener Staatsoper è Eboli in Don Carlo con Plácido Domingo e Leo Nucci e Sieglinde in Die Walküre con Domingo, Kurt Rydl e la Behrens nel 1992, Santuzza in Cavalleria rusticana nel 1994, Waltraute nel Crepuscolo degli dei nel 1995, Ortrud in Lohengrin con Cheryl Studer, fu Carmen ed Amneris in Aida con Kristján Jóhannsson nel 1997 e Der Komponist in Ariadne auf Naxos nel 1999.
Al Teatro alla Scala fu Sieglinde ne La Valchiria con Domingo diretta da Muti nella serata d'inaugurazione della stagione 1994/1995, tenne un concerto nel 1995 e nel 1998, fu Waltraute nel Crepuscolo degli dei diretta da Muti nella serata d'inaugurazione della stagione 1998/1999, Leonore in Fidelio diretta da Muti nella serata d'inaugurazione della stagione 1999/2000.
Al Grand Théâtre di Ginevra tenne un recital nel 1995.
Negli anni '90 si appropriò anche di ruoli da soprano drammatico. Tra il 1993 e il 1999 a Bayreuth fu Isotta in Tristano e Isotta con la regia di Heiner Müller e la direzione di Daniel Barenboim.
Nel 1995 tenne un concerto al Teatro La Fenice.
Nel 1998 interpretò per la prima volta Leonore nel Fidelio alla Lyric Opera di Chicago, ancora diretta da Barenboim, e di nuovo Ortrud in un nuovo allestimento del Lohengrin all'Opera di Stato Bavarese.
Nel 1999 fu Ortrud in Lohengrin all'Opéra National de Paris.

### Anni 2000
Nel 2000, fu ancora a Bayreuth, con la parte di Sieglinde ne La Valchiria, nella produzione "Millennium Ring" di Jürgen Flimm diretta da Giuseppe Sinopoli con Plácido Domingo. Fece anche la parte di Isotta al Festival di Salisburgo con la direzione di Lorin Maazel e Marie nella prima rappresentazione di Wozzeck al Teatro alla Scala di Milano.
Al Wiener Staatsoper fu Isolde in Tristan und Isolde nel 2000, Sieglinde in Die Walküre nel 2000, 2001, 2003 e 2011, Santuzza in Cavalleria rusticana nel 2000, 2001, 2003, 2011 e 2012, Leonore in Fidelio nel 2004, 2006 e 2011. Fino ad oggi la Meier ha cantato in 139 rappresentazioni viennesi.
Nel 2001, all'apertura del Festival dell'Opera al Nationaltheater di Monaco, la cantante esordì nel ruolo di Didone ne Les Troyens di Hector Berlioz diretta da Zubin Mehta, nel 2002, 2004 e 2009 tenne dei concerti Liederabend, nel 2010 fu Venus in Tannhauser, Marie in Wozzeck nel 2010 e 2012, Ortrud in Lohengrin nel 2011, Kundry/Stimme aus der Höhe in Parsifal e Leonore in Fidelio con Jonas Kaufmann e Matti Salminen nel 2012 ed Isolde in Tristan und Isolde nel 2013.
Alla Scala nel 2001 cantò il Requiem di Mozart diretta da Muti.
Al Teatro Comunale di Ferrara nel 2002 interpretò i Rückert-Lieder di Mahler con i Berliner Philharmoniker diretti da Claudio Abbado.
Al Metropolitan fu Leonore in Fidelio nel 2002, Kundry in Parsifal nel 2006, Isolde in Tristan und Isolde diretta da Daniel Barenboim nel 2008, Sieglinde in Die Walküre, Marie in Wozzeck nel 2011 e Waltraute nel Crepuscolo degli dei nel 2012. Fino ad oggi la Meier ha cantato in settanta rappresentazioni al Met.
Al Royal Opera House di Londra fu Ortrud in Lohengrin nel 2003 e Sieglinde in Die Walküreon Domingo e Bryn Terfel nel 2005.
Per il Teatro alla Scala, nel 2003 fu Leonore nella prima rappresentazione del Fidelio diretta da Muti al Teatro degli Arcimboldi, tenne un concerto nel 2006, fu Ortrud nella prima rappresentazione di Lohengrin, cantò la Nona sinfonia di Beethoven diretta da Barenboim all'Accra - National Theatre nel 2007. Il 7 dicembre 2007 inaugurò la stagione 2007/2008 del Teatro alla Scala col Tristano e Isotta, a fianco di Ian Storey (Tristano) sotto la bacchetta di Barenboim. L'opera riscosse un buon successo per la parte musicale ma anche forti critiche per l'allestimento curato da Patrice Chéreau.
Sempre alla Scala tiene un concerto nel 2010, fu Sieglinde nella serata d'inaugurazione della stagione 2010/2011 e nel 2014 Klytämnestra nella prima di Elettra di Richard Strauss diretta da Esa-Pekka Salonen con Evelyn Herlitzius, trasmessa in Italia da Rai 5.
Nel 2003 la Meier condivise un Premio Grammy per "Migliore registrazione d'opera" grazie al suo contributo come Venere nel Tannhäuser diretto da Barenboim. Dedicò la stagione 2003-2004 esclusivamente a recital e a concerti. Cantò nella Passione secondo Matteo di Bach e fece una tournée attraverso l'Europa, la Russia e gli Stati Uniti con un programma di recital basato su lavori di Brahms, Schubert e Hugo Wolf.
Ritornò sul palcoscenico operistico nel 2004-2005, con un'interpretazione di Carmen in una nuova produzione della Semperoper di Dresda diretta da Katarina Lauterbach.
Nel 2005 fu di nuovo Isotta all'Opéra Bastille di Parigi, con la regia di Peter Sellars e la direzione di Salonen. 
Tornò anche all'Opera di Vienna come Kundry del Parsifal, che interpretò anche al Metropolitan avendo come partner Ben Heppner.
Nel 2007 uscì un CD di composizioni di Franz Schubert e Richard Strauss, eseguiti dalla Maier con l'accompagnamento di Joseph Breinl.
All'Opéra National de Paris nello stesso anno fu Ortrud in Lohengrin, nel 2008 Kundry in Parsifal ed Isolde in Tristan et Isolde e nel 2009 Marie in Wozzeck.
Nel luglio 2008 la Maier fu Venere in una produzione del Tannhäuser a Baden-Baden con la regia di Nikolaus Lehnhoff, la direzione di Philippe Jordan e la partecipazione di Robert Gambill (Tannhäuser), Stephen Milling (Hermann) e Camilla Nylund (Elisabeth).
A Salisburgo nel 2009 fu Leonore in Fidelio e nel 2010 Klytämnestra in Elettra.
Nel 2011 tenne un concerto con Kent Nagano al Usher Hall di Edimburgo e cantò in concerto con Chung Myung-whun nella Salle Pleyel di Parigi.
Nel 2012 fu Isolde in Tristan und Isolde e Sieglinde in Die Walküre diretta da Barenboim nello Schiller Theater di Berlino, tiene un concerto al Grand Théâtre di Ginevra, cantò la Nona sinfonia di Beethoven diretta da Barenboim alla Reggia di Versailles, fu Leonore in Fidelio al Théâtre des Champs-Élysées e tenne un recital al La Monnaie/De Munt.
Nel 2013 fu Santuzza in Cavalleria rusticana con Lucio Gallo all'Opernhaus Zürich, Ortrud in Lohengrin alla Deutsche Oper Berlin, Waltraute nel Crepuscolo degli dei allo Staatsoper im Schiller Theater ed al Royal Albert Hall, Klytämnestra in Elettra ad Aix-en-Provence ed all'Opéra Bastille e Marie in Wozzeck allo Staatsoper im Schiller Theater.
Nel 2014 fu Klytämnestra in Elettra diretta da Christian Thielemann al Semperoper e Santuzza in Cavalleria rusticana alla Deutsche Oper Berlin.
Risiede attualmente a Monaco di Baviera.

## Repertorio
| Ruolo                   | Titolo                | Autore      |
| ----------------------- | --------------------- | ----------- |
| Leonore                 | Fidelio               | Beethoven   |
| Marie                   | Wozzeck               | Berg        |
| Marguerite              | La Damnation de Faust | Berlioz     |
| Didon                   | Les Troyens           | Berlioz     |
| Carmen                  | Carmen                | Bizet       |
| Lola Santuzza           | Cavalleria rusticana  | Mascagni    |
| Donna Elvira            | Don Giovanni          | Mozart      |
| Giulietta               | Les Contes d'Hoffmann | Offenbach   |
| Dalila                  | Samson et Dalila      | Saint-Saëns |
| Il Compositore          | Ariadne auf Naxos     | Strauss     |
| Klytämnestra            | Elektra               | Strauss     |
| Jocasta                 | Oedipus Rex           | Stravinskij |
| Jeanne d'Arc            | La Pulzella d'Orleans | Čajkovskij  |
| Principessa d'Eboli     | Don Carlos            | Verdi       |
| Amneris                 | Aida                  | Verdi       |
| Venere                  | Tannhäuser            | Wagner      |
| Ortrud                  | Lohengrin             | Wagner      |
| Fricka                  | Das Rheingold         | Wagner      |
| Fricka Sieglinde        | Die Walküre           | Wagner      |
| Seconda Norna Waltraute | Götterdämmerung       | Wagner      |
| Brangäne Isolde         | Tristan und Isolde    | Wagner      |
| Kundry                  | Parsifal              | Wagner      |

## Riconoscimenti
È stata nominata "Kammersängerin" dall'Opera di Stato Bavarese e dell'Opera di Stato di Vienna.

## Discografia parziale
- Beethoven: Symphony No. 9 - Anja Harteros/Waltraud Meier/Peter Seiffert/René Pape/Vokalensemble Kölner Dom/West Eastern Divan Orchestra/Daniel Barenboim, 2012 Decca
- Beethoven: Missa Solemnis Op. 123 - Chicago Symphony Chorus/Chicago Symphony Orchestra/Daniel Barenboim/John Aler/Robert Holl/Tina Kiberg/Waltraud Meier, 1991 Erato
- Mahler, Sinf. n. 1-10/Das klagende Lied  - Sinopoli/Studer/Meier/Allen, Deutsche Grammophon
- Mahler: Song of the Earth - Chicago Symphony Orchestra/Daniel Barenboim/Waltraud Meier, 1992 Erato
- Mahler: Das Lied Von Der Erde - Lorin Maazel/Symphonieorchester des Bayerischen Rundfunks/Waltraud Meier, 1990 BMG/RCA
- Mahler: Orchesterlieder - Lorin Maazel/Symphonieorchester des Bayerischen Rundfunks/Waltraud Meier, 1998 BMG/RCA
- Mahler, Wagner & Wolf: Orchestral Songs - Waltraud Meier, 1990 Erato
- Mozart: Requiem - Frank Lopardo/Patrizia Pace/Riccardo Muti/Waltraud Meier, 1987 EMI
- Mozart: Don Giovanni - Berliner Philharmoniker/Daniel Barenboim/Ferruccio Furlanetto/Joan Rodgers/John Tomlinson/Lella Cuberli/Matti Salminen/Michele Pertusi/RIAS Kammerchor/Uwe Heilmann/Waltraud Meier, 1992 Erato
- Saint-Saens, Samson et Dalila - Myung-Wung/Domingo/Meier/Ramey, 1992 EMI
- Strauss: Elektra - Alessandra Marc/Daniel Barenboim/Deborah Polaski/Johan Botha/Staatskapelle Berlin/Waltraud Meier, 1994 Teldec
- Wagner, Lohengrin - Abbado/Jerusalem/Studer/Meier, 1992 Deutsche Grammophon
- Wagner, Tannhäuser - Bernard Haitink/Chor des Bayerischen Rundfunks/Donald Litaker/Gabriele Sima/Klaus König/Lucia Popp/Siegfried Jerusalem/Symphonieorchester des Bayerischen Rundfunks/Waltraud Meier, 1985 EMI
- Wagner, Tannhäuser - Reiter/Chor der Deutschen Staatsoper Berlin/Barenboim/Röschmann/Gudbjornsson/Müller-Brachmann/Eaglen/Seiffert/Pape/Staatskapelle Berlin/Rügamer/Hampson/Meier, 2001 Teldec/Warner - Grammy Award for Best Opera Recording 2003
- Wagner: Tristan und Isolde - Berliner Philharmoniker/Chor der Berliner Staatsoper/Daniel Barenboim/Falk Struckmann/Johan Botha/Marjana Lipovšek/Matti Salminen/Peter Maus/Roman Trekel/Siegfried Jerusalem/Uwe Heilmann/Waltraud Meier, 1995 Teldec
- Waltraud Meier Sings Wagner - 1997 Sony/RCA
- Wagner: Parsifal - Chor der Bayreuther Festspiele/Hans Sotin/James Levine/Orchester der Bayreuther Festspiele/Peter Hoffmann/Simon Estes/Waltraud Meier, 1987 Philips

## Videografia parziale
- Wagner, Parsifal - Levine/Meier/Jerusalem/Moll, regia Otto Schenk 1992 Deutsche Grammophon
- Wagner, Parsifal - Hulscher/Meier/Elming/Struckmann, regia Harry Kupfer 1992 Metropolitan Munich
- Wagner, Parsifal - Nagano/Meier/Ventris/Salminen, regia Nikolaus Lehnhoff 2005 Opus Arte
- Wagner, Tristano e Isotta - Barenboim/Jerusalem/Meier, regia Heiner Müller 1995 Deutsche Grammophon
- Wagner, Tannhauser - Mehta/Kollo/Meier/Weikl, regia David Alden/Brian Large 1995 ArtHaus
- Wagner, Götterdämmerung - Bayreuth Festival/Siegfried Jerusalem/Daniel Barenboim, 1993 Unitel